# Saab 27
Saab 27 (projektnamn: L-27, avsedd militärbeteckning: J 27) var ett projekterat jaktflygplan konstruerat av Svenska Aeroplan Aktiebolaget (SAAB) under andra halvan av 1940-talet. Flygplanet hade visuella likheter med de brittiska jaktflygplanen Supermarine Spitfire, Supermarine Spiteful och Fairey Firefly.

## Historik
Efter andra världskrigets slut var Flygvapnet i stort behov ett jaktflygplan av bättre prestanda. 
Ett förslag var att utrusta Saab 21 med en starkare motor på cirka 2 000 hk av modell DB 605E eller Packard V-1650-3/7 kallad J 21B. Dock var Sveriges chanser små att få tag någon av dessa motorer då axelmakterna och de allierade behövde alla motorer de kunde få tag på. Istället började Saab i april 1945 att utveckla ett jaktflygplan baserat på Rolls-Royce Griffon-motorn som då fortfarande utvecklades. Griffon-motorn avsågs att senare bytas ut mot en svenskkonstruerad 24-cylindrig H-motor kallad Mx och designad av Svenska Flygmotor AB. Flygplanet fick namnet L-27 och fick typnamnet J 27.
L-27s flygplanskropp kom att påminna om de brittiska Supermarine Spitfire med inslag av P-51 Mustang på roder och luftintag. Vingarna var mycket runda och framåtvinklade och liknande vingarna på en Fairey Firefly. Likt Firefly skulle planet ha Youngman-klaffar. Maxhastigheten skulle vara över 700 km/t. Då flygplanet var tänkt som ett propellerflygplan, vilka blivit föråldrade på grund av jetåldern, kom det aldrig att byggas utan ersattes av Saab projekt 1000, som resulterade i Saab 29 Tunnan.

## Utformning

### Motor
Flera olika motorer föreslogs för projektet:
- Rolls-Royce Griffon RG 4 SM – 2 200 hk (huvudalternativ), alternativ betecknaad Jx-RG (Jakt, experimentell – RR Griffon)
- Packard Merlin V-1650-7 – 1 700 hk (samma motor som J 26)
- Daimler-Benz DB 605E – 2 000 hk (samma motor som konkurrerande konstruktion J 21B)
- SFA Mx – 2 300 hk (svensk motorutveckling på ritbordet)

### Stjärtstyrverk
Under projektarbetet för Saab 27 undersöktes 2 olika utformningar av stjärtstyrverk. Det första alternativet (Alt.1) hade ett konventionellt utförande med separat höjd- och sidoroder. Det andra alternativet som undersöktes (Alt.2) var en så kallad V-stjärt där akterrodren utgörs av två likt ett V snedställda stabiliseringsplan som fungerar som både höjd- och sidroder.

### Beväpning
Som beväpning bestämdes det tidigt att Saab 27 skulle vara bestyckad med fyra stycken automatkanoner inbyggda två och två i vingarna utanför propellerfältet. Initialt fanns 13,2 mm automatkanon m/39 med som alternativ men helst ville man ha Bofors nya 20 mm bandmatade automatkanon som var under utveckling, sedermera betecknad 20 mm automatkanon m/45. På grund av vingens profil fanns det enbart plats för 120-140 skott per kanon om kanonerna byggdes in i själva vingen. På grund av detta föreslogs alternativ att kanonerna placeras under vingarna i flygbaljor till priset av ökat luftmotstånd och minskad topphastighet om cirka 8 km/t. Detta skulle öka ammunitionen per kanon till cirka 200 skott och underlätta vapenskötsel genom ökad åtkomlighet.

### Krigsarkivet
- Krigsarkivet: Flygförvaltningen materialavdelningen, 1939 – 49, SAAB DAW-103, SABB KBC 202-221-225-5014-5015-206-213-273-280-261, Serie E I, Vol nr 3: Rapport KBC 225 gällande jaktflygplan typ Jx-RG (Jakt experiment – Rolls-Royce Griffon)

### Webbkällor
- https://web.archive.org/web/20180414033447/http://www.x-plane.org/home/urf/aviation/text/saabcanc/mx_engine.html
- https://drive.google.com/file/d/0B82KjnkByfyiOG5FSFdsc2YyZWs/view?usp=sharing svenska flygplan